# Helen Volk
Helen Volk, née le 29 mars 1954, est une joueuse de hockey sur gazon et de softball zimbabwéenne.

## Biographie
Sélectionnée en équipe nationale de 1979 à 1980, Helen Volk fait partie de l'équipe du Zimbabwe de hockey sur gazon féminin sacrée championne olympique en 1980 à Moscou. Elle est aussi sélectionnée en équipe nationale de softball.
Elle s'installe ensuite en Afrique du Sud à Johannesbourg avec son mari et ses deux fils. Sa médaille olympique lui est volée lors d'un cambriolage en 1990.